# Územní opatství Wettingen-Mehrerau
Územní opatství Wettingen-Mehrerau (lat. Abbatia Territorialis Maris Stellae, německy Territorialabtei Wettingen-Mehrerau) je starobylé cisterciácké územní opatství, ležící ve městě Bregenz, hlavním městě Vorarlberska.

## Opatství
Opatství Wettingen-Mehrerau není součástí žádné církevní provincie, je exemptní (přímo podřízené) Svatému stolci. Územní opat je členem rakouské biskupské konference.

## Opat
Současným územním opatem je od roku 2018 Vinzenz Wohlwend, který v úřadu nahradil Anselma van der Linde (2009-2018).